# Ivanka Rackov
Prof. Ivanka Rackov je bila poznata kritičarka kulturnog života u Subotici i šire. 
Najviše se posvetila kazalištu i to objema scenama. Pisal je za Subotičke novine, Rukovet, Dnevnik. Dosta njenih tekstova prevedeno je za tisak na mađarskom jeziku. 
Uredno je vodila svoju bibliografije. Dolazila je u Gradsku tiskaru u pogon visokog tiska gdje je znala naručiti pored objavljenog tiraža i separat svog teksta. Ostavila je ostavila kompletnu i korisnu građu kulturologije. 
Nakon sloma hrvatskog proljeća, bila je u uredništvu Rukoveti (Marko Horvacki, Ladislav Kovačić, Lazar Merković, Milovan Miković, Gojko Novaković, Ivan Pančić, Milivoj Prćić, Ivanka Rackov, Marija Šimoković i Balint Vujkov) koje je bilo primorano podnijeti kolektivnu ostavku, "zbog pokušaja osnutka pododbora Matica hrvatska u Subotici", kako je navedeno u službenom rješenju «o razrešenju» Lazara Merkovića s mjesta glavnog urednika.

## Djela
- Priručnik za srpskohrvatski jezik : za 4. razred srednjih škola sa madarskim nastavnim jezikom, 1965.[2]
- Iz pozorišnog albuma Subotice, 1977.
- Sava Babić: Na dlanu: Ivanka Rackov: Razgovori sa savremenicima - pogovor.

## Vanjske poveznice
- A szabadkai színház 150 éve, piše Ljubica Ristovski, Üzenet 2004/1 (o Ivanka Rackov, Szabadka színházi albumából, Osvit, Szabadka, 1977.)